# Civilisées
Civilisées (anglès: A Civilized People; àrab: المتحضرات, Al-mutaḥaḍḍirāt) és una pel·lícula de comèdia negra dramàtica libanesa del 1999 escrita i dirigida per la cineasta Randa Chahal Sabbagh. La pel·lícula es va estrenar al Festival Internacional de Cinema de Venècia el 4 de setembre de 1999 i més tard es va projectar al Festival Internacional de Cinema de Toronto. La pel·lícula també es va projectar al Arab Film Festival a San Francisco, Califòrnia.

## Argument
Durant la Guerra Civil Libanesa (1975-1990), moltes famílies benestants libaneses van fugir del país per buscar els seus interessos personals internacionalment, deixant les seves residències sota la cura de minyones i treballadors d'Egipte, Filipines i Sri Lanka. La pel·lícula dibuixa un retrat d'un barri de Beirut turmentat per la guerra, i l'amor entre un combatent de la milícia musulmana i una criada cristiana.

## Repartiment
- Jalila Baccar com a Viviane
- Tamim Chahal com a Samir
- Myrna Maakaron com a Souad
- Carmen Lebbos com a Najat
- Sotigui Kouyaté com a Ousmane
- Renée Deek com a Thérèse
- Bruno Todeschini com a Antoine

## Llançament
A causa del tema controvertit de la pel·lícula i la seva crítica a l'elit libanesa, només se'n va fer un projecció al Líban, al Festival Internacional de Cinema de Beirut, i més tard també va ser prohibida per la Comissió de Cinema Libanesa. No obstant això, va rebre respostes positives del públic internacional, fins i tot en festivals de cinema a Itàlia, França i el Canadà.

## Reconeixements
L'any 2000, la pel·lícula va guanyar el Premi Néstor Almendros a l'Human Rights Watch International Film Festival. A la 56a Mostra Internacional de Cinema de Venècia, la pel·lícula va guanyar el premi de la UNESCO (empatada amb Zion, Auto-Emancipatio) i va ser nominada al Cinema of the Present - Premi Lleó de l'Any.